# Ribeira Chã
Ribeira Chã é uma freguesia portuguesa do município da Lagoa, na ilha de São Miguel, Região Autónoma dos Açores, com 2,52 km² de área e 365 habitantes (censo de 2021). A sua densidade populacional é 144,8 hab./km².
A freguesia foi criada pelo Decreto-Lei nº 47.014, de 18/05/1966, com lugares desanexados da freguesia de Água de Pau.

## Demografia
A população registada nos censos foi:
| Distribuição da População por Grupos Etários | Distribuição da População por Grupos Etários | Distribuição da População por Grupos Etários | Distribuição da População por Grupos Etários | Distribuição da População por Grupos Etários |
| -------------------------------------------- | -------------------------------------------- | -------------------------------------------- | -------------------------------------------- | -------------------------------------------- |
| Ano                                          | 0-14 Anos                                    | 15-24 Anos                                   | 25-64 Anos                                   | > 65 Anos                                    |
| 2001                                         | 81                                           | 53                                           | 164                                          | 68                                           |
| 2011                                         | 86                                           | 50                                           | 193                                          | 67                                           |
| 2021                                         | 45                                           | 61                                           | 204                                          | 55                                           |

## História
Apesar de o povoamento ser antigo, existindo antes de 1637, o povoado apenas foi elevado a curato em 1902 e a freguesia e paróquia em 1966, tendo funcionado sempre na área de influência da antiga vila de Água de Pau. O desenvolvimento do lugar ganhou grande dinamismo a partir da década de 1960, em boa parte por influência do padre João Caetano Flores, com a elevação a freguesia, a construção de uma moderna igreja, a criação de um invejável núcleo museológico e o aparecimento de diversas instituições, entre elas um jardim-de-infância pioneiro na educação pré-escolar na ilha de São Miguel.
O declínio populacional deve-se à emigração para os Estados Unidos, Canadá e Bermudas.

## Cultura
- Museu da Ribeira Chã, criado em 1977, é constituído por vários espaços museológicos, designados por museus:
  - Museu de Arte Sacra e Etnografia;
  - Museu Agrícola e Quintal Etnográfico e de Endemismo Açórico;
  - Núcleo Museológico da Cultura do Pastel nos Açores;
  - Museu do Vinho e a Casa Maria dos Anjos Melo.